# 이기화
이기화(李基和, 1959년 ~ , 서울특별시)는 SK 루브리컨츠 대표이사 사장인 대한민국의 기업인이다. 

## 학력
- 환일고등학교 졸업
- 서울대학교 무역학과 졸업

## 경력
- SK 정책협력담당
- SK E&M전략담당
- SK에너지 경영전략실 실장
- SK이노베이션 E&P사업부문장
- SK에너지 마케팅본부 본부장
- SK 루브리컨츠 대표이사 사장

## 참고 자료
- 이기화 네이버 인물검색